# 到津八幡神社
到津八幡神社（いとうづはちまんじんじゃ）は、福岡県北九州市小倉北区上到津に鎮座する神社。旧社格は県社。

## 祭神
応神天皇・神功皇后・宗像三女神（多紀理比賣命・多岐都比賣命・市寸嶋比賣命）・豊日別命を祀る。

## 歴史
神功皇后が三韓征伐から帰国し、宇美で後の応神天皇を産み豊浦宮に移る際に乗った船が、津に着いたことから到津と呼ばれるようになった。その後、神功皇后の和魂を祀る祠を建て、神功皇后にちなんで安産が祈られるようになった。また、神社の前を流れる川の水を産湯に使ったことから、「産川」と呼ばれるようになった。1184年（文治4年）に後鳥羽上皇の命により、この地に宇佐神宮を合祭し宇佐大宮司の支族が祭祀を行うようになり、この時から到津八幡神社と呼ばれるようになった。1561年（永禄4年）に豊後国の大名・大友義鎮が宇佐神宮を焼き払ったため到津に神璽を移し、1583年（天正11年）まで鎮座した。1586年（天正14年）に行われた九州平定の影響によって、社殿は荒廃し、多くの宝器が失われ、小さな祠のみが残った。1600年（慶長5年）に小倉の地に転封された細川忠興によって再興され、「小倉城の産土神」として神領20石が寄進された。1632年（寛永9年）に2代藩主細川忠利に代わって小笠原忠真が移封されてくると、社殿の修理を行い小笠原氏からも篤い信仰を集め、企救郡大社とされた。1866年（慶応2年）の第二次長州征討では到津に攻めてきた長州軍から逃れるため、10月15日に高槻村に鎮座する天疫神社に迂座した。
1873年（明治6年）に郷社に列せられ、1925年（大正14年）に県社に列せられた。

## 特徴
上述の神功皇后の逸話により、安産・子どもの成長を願い、多くの参拝者・祈願者が訪れる。また、江戸の水戸徳川家の屋敷に東京砲兵工廠が建てられ1933年（昭和8年）に小倉陸軍造兵廠に移転すると、水戸藩屋敷にあった石橋や、屋敷で祀られていた「錦春稲荷神社」が境内に移った。

## 交通
- 西鉄バス北九州下到津バス停下車、徒歩4分